# وست منرو (میشیگان)
وست منرو (به انگلیسی: West Monroe) یک منطقهٔ مسکونی در ایالات متحده آمریکا است که در شهرستان مونرو، میشیگان واقع شده‌است. وست منرو ۳٫۴ کیلومتر مربع مساحت و ۳٬۵۰۳ نفر جمعیت دارد و ۱۸۳ متر بالاتر از سطح دریا واقع شده‌است.